# Пайк (национальный лес)
Пайк (англ. Pike National Forest) — национальный лес в центральной части штата Колорадо, США, назван в честь американского исследователя Зебулона Пайка. Площадь леса составляет 1 106 604 акров (4478,27 км²). На юге граничит с национальным лесом Сан-Исабель, на севере — с национальным лесом Арапахо, на западе — с национальным лесом Уайт-Ривер.

## Общая информация
Территория национального леса занимает части округов Клир-Крик, Теллер, Парк, Джефферсон, Дуглас и Эль-Пасо.
Лесной резерват Пайк был образован в 1892 году Бенджамином Харрисоном. В 1906 году по решению президента Теодора Рузвельта переведён в статус национального леса.
В северной части национального леса расположены две вершины, превышающие 4200 м — Эванс (4348 м) и Бирстадт (4287 м). В западной части располагается хребет Москито с вершинами Линкольн (4357 м), Бросс (4321 м) и Демократ (4314 м). Пик Пайкс (4302 м) расположен в части национального леса на территории округа Эль-Пасо.
Штаб-квартира администрации национальных лесов Сан-Исабель и Пайк и национальных лугов Симаррон и Команчи располагается в городе Пуэбло. Отделения лесничества имеются в Колорадо-Спрингс, Фэрплей и Моррисон.

## Территории дикой природы
Несколько частей национального леса имеют статус МСОП Ib — «Территория дикой природы». Это — самые строго охраняемые природные участки в США, доступ к ним открыт только пешим ходом или на лошади.
- Баффало-Пикс (Buffalo Peaks, с 1993 года, 175,7 км², частично на территории национального леса Сан-Исабель)
- Лост-Крик (Lost Creek, с 1980 года, 484,8 км²)
- Маунт-Эванс (Mount Evans, с 1980 года, 301,1 км², частично на территории национального леса Арапахо)